# Давид Кобилик
Давид Кобилик (чеськ. David Kobylík, нар. 27 червня 1981, Оломоуць) — чеський футболіст, що грав на позиції півзахисника.
Виступав, зокрема, за клуби «Страсбур» та «Армінія» (Білефельд), а також молодіжну збірну Чехії.

## Клубна кар'єра
Народився 27 червня 1981 року в місті Оломоуць. Вихованець футбольної школи клубу «Сігма» (Оломоуць). Дорослу футбольну кар'єру розпочав 1999 року в основній команді того ж клубу, в якій провів три сезони, взявши участь у 73 матчах чемпіонату. 
Влітку 2002 року Кобилик поїхав до Франції та підписав контракт із «Страсбуром». Він дебютував у Лізі 1 9 листопада в переможному матчі проти «Ланса» (2:0). У страсбурзькому клубі він виходив на заміну і протягом двох сезонів так і не став основним гравцем, тому влітку 2004 року повернувся до Чехії і протягом одного сезону знову виступав за «Сігму».
Влітку 2005 року перебрався в німецьку «Армінію» (Білефельд). Він дебютував у Бундеслізі 17 вересня в грі з «Кайзерслаутерна» (0:0), і забив два голи у 25 іграх протягом сезону у чемпіонаті і допоміг команді залишитися в лізі. Однак у сезоні 2006/2007 він втратив місце в команді і був дублером Йорга Беме та Йонаса Кампера. В результаті у третьому сезоні 2007/08 лише двічі вийшов на поле у чемпіонаті.
Влітку 2008 року Кобилик перебрався до клубу кіпрського першого дивізіону «Омонія», де не зіграв жодного матчу, тому у січні 2009 року півзахисник повернувся в «Сігму». Лише через шість місяців Кобилик знову виїхав за кордон, цього разу до словацького клубу першого дивізіону «Жиліна». У сезоні 2009/10 Кобилик виграв з командою чемпіонат Словаччини.
У серпні 2010 року чех перейшов до польської «Полонії» (Битом). З цим клубом він вилетів з Екстракласи в 2011 році. Влітку того ж року перейшов до клубу другого австрійського дивізіону «Гартберг», але в кінці року повернувся до «Полонії».
Згодом з 2012 по 2014 рік грав на батьківщині за друголігові «Оломоуць» та «Банік» (Соколов), а завершив ігрову кар'єру у австрійській аматорській команді «Уніон» (Гофштеттен-Грюнау), за яку виступав протягом 2015 року.

## Виступи за збірні
1995 року дебютував у складі юнацької збірної Чехії (U-15), загалом на юнацькому рівні взяв участь у 34 іграх, відзначившись 5 забитими голами.
Протягом 2000–2003 років залучався до складу молодіжної збірної Чехії, з якою брав участь у молодіжному чемпіонаті Європи 2002 року у Швейцарії, де збірна Чехії виграла свій перший титул, обігравши у фіналі Францію по пенальті. Всього на молодіжному рівні зіграв у 28 офіційних матчах, забив 7 голів.

## Титули і досягнення
- Чемпіон Словаччини (1):

«Жиліна»: 2009/10